# Мбелиме (язык)
Мбелиме (также ньенде) — один из языков группы гур, относящейся к саваннской семье нигеро-конголезской языковой макросемьи. Распространён на северо-западе Бенина, в департаменте Атакора (коммуна Кобли и 5 деревень в коммуне Букомбе). Число носителей на 1991 год составляет 24,5 тыс. человек. Среди носителей довольно широко распространены также язык дитаммари и французский.
Алфавит мбелиме: A a, B b, C c, D d, E e, Ɛ ɛ, F f, I i, K k, Kp kp, M m, N n, O o, Ɔ ɔ, P p, T t, S s, U u, W w, Y y. Назализация обозначается тильдой под буквой (a̰). Высокий тон обозначается акутом (á), средний — макроном (ā). Низкий тон на письме не обозначается.